# Barcelonapaviljongen

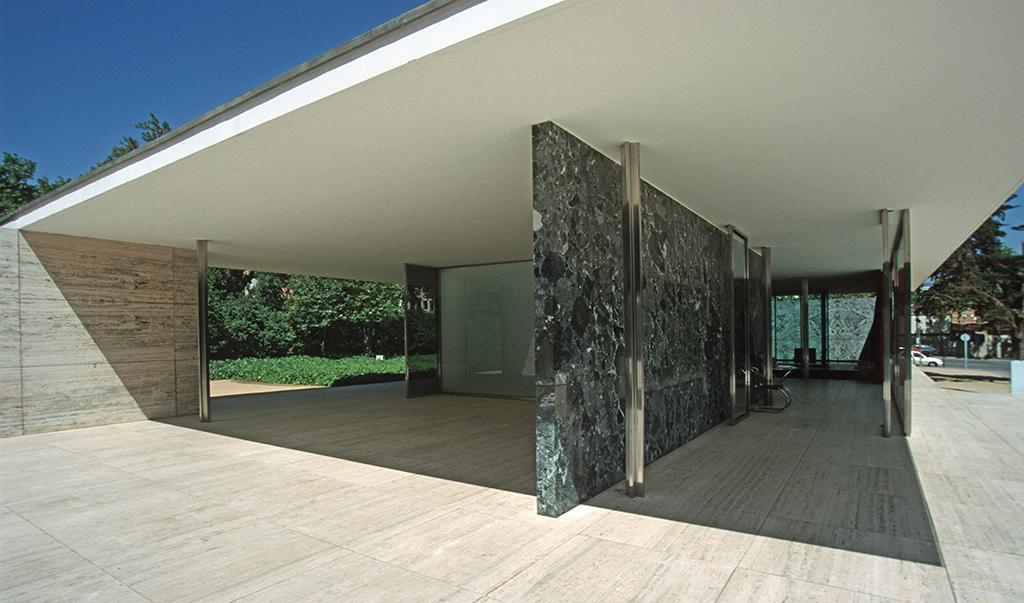
Mies van der Rohes Barcelonapaviljong

Barcelonapaviljongen, ritad av Ludwig Mies van der Rohe, var den tyska utställningshallen vid Världsutställningen i Barcelona 1929. Byggnaden anses som ett av de mest framstående exemplen av modernism, med sina enkla, rena former, stora glaspartier, öppna planlösning och exklusiva material.
Byggnaden, som är uppförd på ett tempelliknande podium vid en vattenspegel, har en bärande struktur av åtta stålpelare som håller upp ett platt betongtak. Väggarna är av glas från golv till tak, kompletterade av skärmväggar i marmor och travertin. Det rena och öppna uttrycket i paviljongen utvecklade Mies van der Rohe senare i Villa Tugendhat 1930. Mies van der Rohe formgav även hela inredningen, där Barcelonastolen är mest känd och tillverkas än idag.
Efter utställningen 1929 revs paviljongen, men återuppfördes 1983–86  och är idag öppen för allmänheten.